# Albumine 2S du ricin commun
Les albumines 2S du ricin commun (en anglais : castor 2S albumins) sont un ensemble de protéines globulaires hydrosolubles trouvées naturellement aux côtés de la toxine ricine et d'une agglutinine dans les graines oléagineuses du ricin commun, une plante de la famille des Euphorbiaceae. Ces albumines constituent l'élément principal de fraction allergène de la plante, et sont donc responsables en grande partie des réactions allergiques survenant au contact de Ricinus communis et de ses produits. Au cours du cycle de vie, elles jouent un rôle comme protéines de stockage des graines (Seed Storage Protein, SSP). Leur structure partage le domaine des protéines PTL.

## Protéine allergène
Les réponses allergiques et toxiques au tourteau de ricin ont initialement été considérées comme provenant du même composant. Plus tard, la ricine est caractérisée séparément de la matière allergène et décrite comme un albumine toxique en 1881. Le tourteau de graines de ricin est reconnu depuis longtemps comme un allergène puissant, la plupart des réactions physiologiques au tourteau étant allergiques. De nombreuses réactions allergiques à différentes étapes de la transformation de l'huile de ricin ont été signalées, notamment chez des citadins vivant à proximité d'une usine de transformation du ricin, chez des dockers transportant du café vert dans des sacs en toile de jute qui avaient été utilisés avant pour des engrais à base de ce tourteau et chez des employés d'usines de transformation. Malgré le fait que les normes de sécurité dans les usines de transformation d'oléagineux soient plus exigeantes, jusqu'à récemment des individus ont pu être exposés et réagir à la poussière de ricin — par exemple, lorsqu'elle se trouve sous forme d'engrais organiques. Les premières recherches sur l'identification de la fraction allergène des graines de ricin ont conduit à l'isolement d'une fraction protéique appelée CB-1A. Il a été déterminé par la suite que plusieurs protéines de cette fraction réagissaient aux IgE obtenues auprès d'un groupe de patients présentant de graves réactions allergiques au ricin. Le principal allergène a été identifié comme étant l'albumine 2S, car 96 % des IgE réagissaient à cette protéine.

## Biochimie
Les protéines de l'albumine 2S ont été identifiées comme les principaux composants de la fraction allergénique CB-1A du tourteau de ricin,. Le séquençage des acides aminés de l'une de ces albumines 2S a conduit au clonage d'un ADNc de pleine longueur et à l'isolement d'un clone génomique,,. L'analyse de la séquence de ces clones a indiqué un gène d'albumine 2S avec un cadre de lecture ouvert de 776 pb, codant pour une protéine précurseur de 258 acides aminés. Le précurseur produit deux protéines d'albumine 2S hétérodimériques, RicC1 et RicC3,,. La principale fonction des albumines 2S de ricin est de stocker des protéines pour fournir à la graine en germination un apport adéquat d'acides aminés, qui seront utilisés par la plantule avant le début de la photosynthèse. Les séquences de l'albumine 2S sont homologues aux gènes des inhibiteurs de l'amylase et de la trypsine chez les plantes,. Les albumines 2S pourraient être une source d'acides aminés pour la graine en germination et pourraient aussi agir en dissuadant les insectes de s'alimenter sur la plante. Les albumines 2S présentes dans un certain nombre d'autres plantes — par exemple l'ambroisie et le soja — sont également des allergènes majeurs en raison de la taille, de la réticulation disulfure de la structure du dimère et éventuellement d'une activité d'inhibition de protéase.